# Anna Illés
Anna Krisztina Illés (Budapest, 21 febbraio 1994) è una pallanuotista ungherese.

## Palmarès
- Olimpiadi

Tokyo 2020: 
- Mondiali

Barcellona 2013: 
- Europei

Eindhoven 2012: 
Budapest 2014: 
Belgrado 2016: 
Budapest 2020: 
- World League

Atene 2021: 